# Filetto in crosta

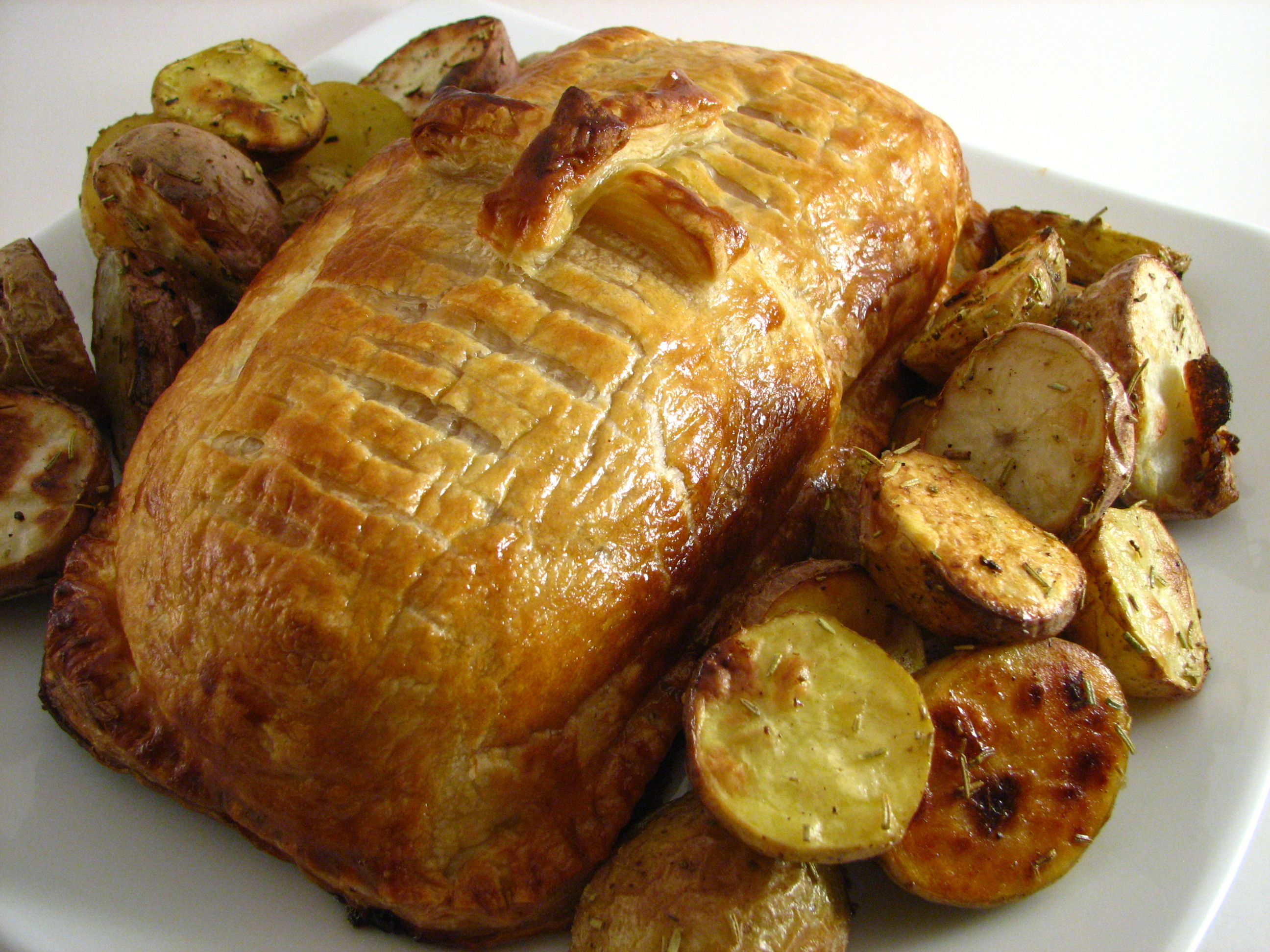
Filetto in crosta intero

Il filetto in crosta o filetto alla Wellington è un secondo piatto composto da un filetto di manzo avvolto in un guscio di pasta sfoglia. Gli ingredienti principali della ricetta prevedono filetto di manzo, funghi champignon, prosciutto crudo e senape. Le varie tecniche di preparazione e cottura hanno varie influenze dai principali paesi europei.

## Storia
Il generale inglese Arthur Wellesley ricevette nel 1815 il titolo di duca di Wellington per la sconfitta di Napoleone a Waterloo. I cuochi al suo servizio non riuscivano a dimostrare le loro capacità a causa dei suoi gusti particolarmente difficili. L'indifferenza al cibo da parte del duca portò molti dei suoi chef al licenziamento, mentre altri si cimentarono nell'affannosa ricerca di nuove ricette. Ad uno dei piatti presentati alla sua tavola venne dato il suo nome: una volta cotto "in crosta", cioè avvolto in uno strato di pasta sfoglia, il filetto sembra presentare una particolare somiglianza con gli stivali dello stesso generale, i Wellington's.
L'aspetto del piatto è infatti quello di un lucido cilindro dorato. Il filetto in crosta può essere insaporito con la salsa duxelles.